# Rhyacophila italica
Rhyacophila italica là một loài Trichoptera trong họ Rhyacophilidae. Chúng phân bố ở miền Cổ bắc.